# Bath (Nova York)
Bath és una vila i seu del Comtat de Steuben (Nova York) dels Estats Units d'Amèrica.

## Demografia
Segons el cens dels Estats Units del 2000 Bath tenia 5.641 habitants, 2.612 habitatges, i 1.400 famílies. La densitat de població era de 756,3 habitants/km².
Dels 2.612 habitatges en un 24% hi vivien nens de menys de 18 anys, en un 38,2% hi vivien parelles casades, en un 12,1% dones solteres, i en un 46,4% no eren unitats familiars. En el 40% dels habitatges hi vivien persones soles el 20,5% de les quals corresponia a persones de 65 anys o més que vivien soles. El nombre mitjà de persones vivint en cada habitatge era de 2,14 i el nombre mitjà de persones que vivien en cada família era de 2,85.
Per edats la població es repartia de la següent manera: un 21,9% tenia menys de 18 anys, un 8% entre 18 i 24, un 25% entre 25 i 44, un 24,6% de 45 a 60 i un 20,5% 65 anys o més.
L'edat mediana era de 42 anys. Per cada 100 dones de 18 o més anys hi havia 87,8 homes.
La renda mediana per habitatge era de 28.897 $ i la renda mediana per família de 39.114 $. Els homes tenien una renda mediana de 31.685 $ mentre que les dones 25.087 $. La renda per capita de la població era de 18.337 $. Entorn del 10,8% de les famílies i el 15,5% de la població estaven per davall del llindar de pobresa.